# 인강여객
인강여객(仁江旅客)은 인천광역시의 광역버스 면허를 가진 시내버스 회사이자 선진그룹 버스사업부문의 계열 버스 회사이다. 인강여객의 인강은 '인천' 과 '강남'의 앞글자를 딴 것이다.

## 특징
1968년에 설립된 (구) 용일여객이 2006년 2월 22일 경기도 수원시 장안구 정자동 국민은행 기업금융지점에 수표 대금 입금이 미완료되어 최종 부도처리되어 폐업하였다.

## 연혁
- 2006년 2월 9일: 인천광역시 중구 신흥동3가 29-8에서 자본금 5000만원으로 설립되었고 이전에 부도가 난 용일여객에서 소유하고 있는 광역버스 전 노선을 인수하여 운행하고 있다.
- 2006년 3월 10일: 자본금을 4억원으로 증액.
- 2007년 8월 16일: 본사를 인천광역시 연수구 동춘동으로 이전하였다.
- 2010년 8월: 국토해양부의 광역급행버스 노선인 M6405번 노선도 인천선진교통에서 인강여객으로 양도되어 운행중에 있다. 또한 삼화고속에서 폐지 신청한 1301번 광역버스 노선을 인수했으나 이후 천지교통에 재양도 했다.
- 2019년 4월 25일: 본사를 현 위치인 인천광역시 중구 신흥동3가로 이전하였다.
- 2024년 4월 16일: M6405번 노선 신동아교통으로 양도.

## 운행 노선

### 광역버스
- ● 9100번: 인하대학교 병원 - 숭의역 - 제물포역 - 석바위 - 인천시청역 인천시청 후문 - 구월2동 주민센터(석천사거리역) - 만수동 하이웨이주유소 - 만월중학교 - 영동고속도로 - 서창 분기점 - 제2경인고속도로 - 안현 분기점 - 시흥하늘휴게소 - 학의 분기점 - 과천봉담도시고속화도로 - 선바위역 - 과천우면산도시고속화도로 - 서초3동사거리서초아트자이아파트 - 서초역 - 교대역 - 강남역사거리 - 뱅뱅사거리(중) - 양재역서초구민회관 - 양재시민의숲역 - 양재동화물터미널 - 양재 나들목 - 선바위역 - 이하 역순
- ● 9200번: 송도유원지 - 원흥아파트 - 옥련동 우리은행 - 학익역 - 인하대역 - 인하대학교 - 인하공업전문대학 - 학익시장 - 인천지방법원, 검찰청 - 신동아 3차 아파트 - 문학 나들목 - 제2경인고속도로 - 안현 분기점 - 시흥하늘휴게소 - 학의 분기점 - 과천봉담도시고속화도로 - 과천우면산도시고속화도로 - 서초3동사거리서초아트자이아파트 - 서초역 - 교대역 - 강남역사거리 - 뱅뱅사거리(중) - 양재역서초구민회관 - 양재시민의숲역 - 양재동화물터미널 - 양재 나들목 - 선바위역 - 이하 역순
- ● 9201번: 청학공업고등학교 - 먼우금사거리 - 연수구청 - 삼성아파트 - 동춘역 - 동막역 - 아암대로 - 제3경인고속화도로 - 도리 분기점 - 시흥하늘휴게소 - 학의 분기점 - 과천봉담도시고속화도로 - 과천우면산도시고속화도로 - 서초3동사거리서초아트자이아파트 - 서초역 - 교대역 - 강남역사거리 - 뱅뱅사거리(중) - 양재역서초구민회관 - 양재시민의숲역 - 양재동화물터미널 - 양재 나들목 - 선바위역 - 이하 역순 (구 M6405B번)

### 과거 보유 노선
간선버스
- ● 3번: 동춘동 - 동막역 - 유수지 근린공원 - 남동공단 2단지 - 논곡초등학교 - 도림동 입구 - 인천종합버스터미널 (신세계백화점) - 인천고등학교 - 석바위시장 - 주안 북부역 (2009년도에 폐선)
- ● 3-1번: 가좌축산물시장 - 제물포중학교 - 인천대학교 입구 - 재능대학 - 동인천역 - 인천항 제2국제여객터미널 - 숭의로타리 - 인하대학교 - 용일사거리 - 주안역 - 석암초등학교 - 가좌축산물시장 (2009년도에 폐선);

광역버스
- ● 1301번: 인천대학교 - 송도국제도시 - 한화지구 (에코메트로) - 인천논현역 (청능로사거리) - 논현지구 - 만수3지구 - 장수초등학교 - 중앙병원 - 복사골문화센터 - 현대백화점 부천점 - 부천시청역 - 약대사거리 - 부천 나들목 - 경인고속도로 - 신월 나들목 - 국회대로 - 강서세무서 - 양화대교 - 합정역 - 서교동 예식장 타운 - 홍대입구역 - 동교동삼거리 - 현대백화점 신촌점 - 신촌역 - 이대역 - 충정로역 - 서울역 (이 노선은 삼화고속으로부터 양도받은 노선이나 천지교통으로 재양도 되었다.)
- ● 9000번: 경제자유구역청 - 테크노파크역 - 캠퍼스타운역 - 동막역 - 동춘역 - 연수구청 - 롯데슈퍼 - 동춘마을 태평아파트 - 송도유원지 - 원흥아파트 - 옥련동 우리은행 - 인하대학교 - 인하공업전문대학 - 학익시장 - 인천지방법원, 검찰청 - 신동아 3차 아파트 - 문학 나들목 - 제2경인고속도로 - 안현 분기점 - 수도권제1순환고속도로 - 학의 분기점 - 과천봉담도시고속화도로 - 과천우면산도시고속화도로 - 예술의전당 - 서초역 - 교대역 - 강남역 - 양재역 - 양재시민의숲역 - 양재 나들목 - 선바위역 - 이하 역순 (2010년 1월 18일부로 경기고속으로 양도하여 이 노선을 경기고속에서 운행했으며 중간에 오리역 - 광화문역을 운행하는 9000번과 번호 구분을 위하여 노선 번호가 9000-1번으로 변경되었으나 2011년 3월 2일부로 최종 폐선.)
- ● 9300번: 교통연수원 - 계산역 - 계산 주공아파트 - 그랜드마트 - 뉴서울아파트 - 현대아파트 - 인천삼산경찰서 - 부평순복음교회 - 한국아파트 - 신복사거리 - 굴포천역 - 삼산체육관역 - 상동역 - 부천터미널 소풍 - 반달마을 - 송내역 입구 - 송내 나들목 - 수도권제1순환고속도로 - 학의 분기점 - 과천봉담도시고속화도로 - 과천우면산도시고속화도로 - 서초3동사거리서초아트자이아파트 - 서초역 - 교대역 - 강남역사거리 - 뱅뱅사거리중앙차로 - 양재역 - 양재시민의숲역 - 양재 나들목 - 양재동화물터미널 - 선바위역 - 이하 역순 (2012년 3월 선진여객에 양도 및 2013년 12월 23일 기점을 청라국제도시로 연장.)

광역급행버스
- ● M6405번: 웰카운티 (지식정보단지역) - 센트럴파크역 - 해양경비안전본부 - 금호아파트 - 아암대로 - 제3경인고속화도로 - 도리 분기점 - 수도권제1순환고속도로 - 학의 분기점 - 과천봉담도시고속화도로 - 선바위역 - 과천우면산도시고속화도로 - 우면산터널 - 예술의전당 - 서초역 - 교대역 - 강남역 - 양재역 - 양재시민의숲역 - 양재 나들목 - 이하 역순 (구 M6405A번, 이 노선은 인천선진교통으로부터 양도 받은 노선이다.)

## 보유 차량
- 현대 유니버스 스페이스 엘레강스
- 현대 뉴 프리미엄 유니버스 스페이스 럭셔리
- 현대 뉴 프리미엄 유니버스 럭셔리
- 현대 뉴 프리미엄 유니버스 엘레강스 FCEV

## 갤러리

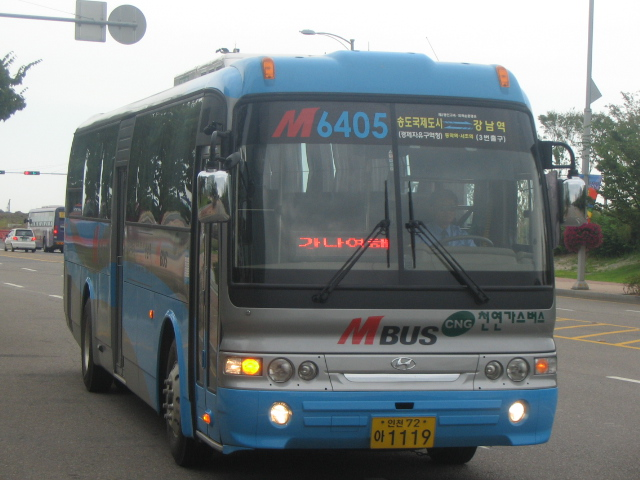
수도권 광역급행버스 M6405번
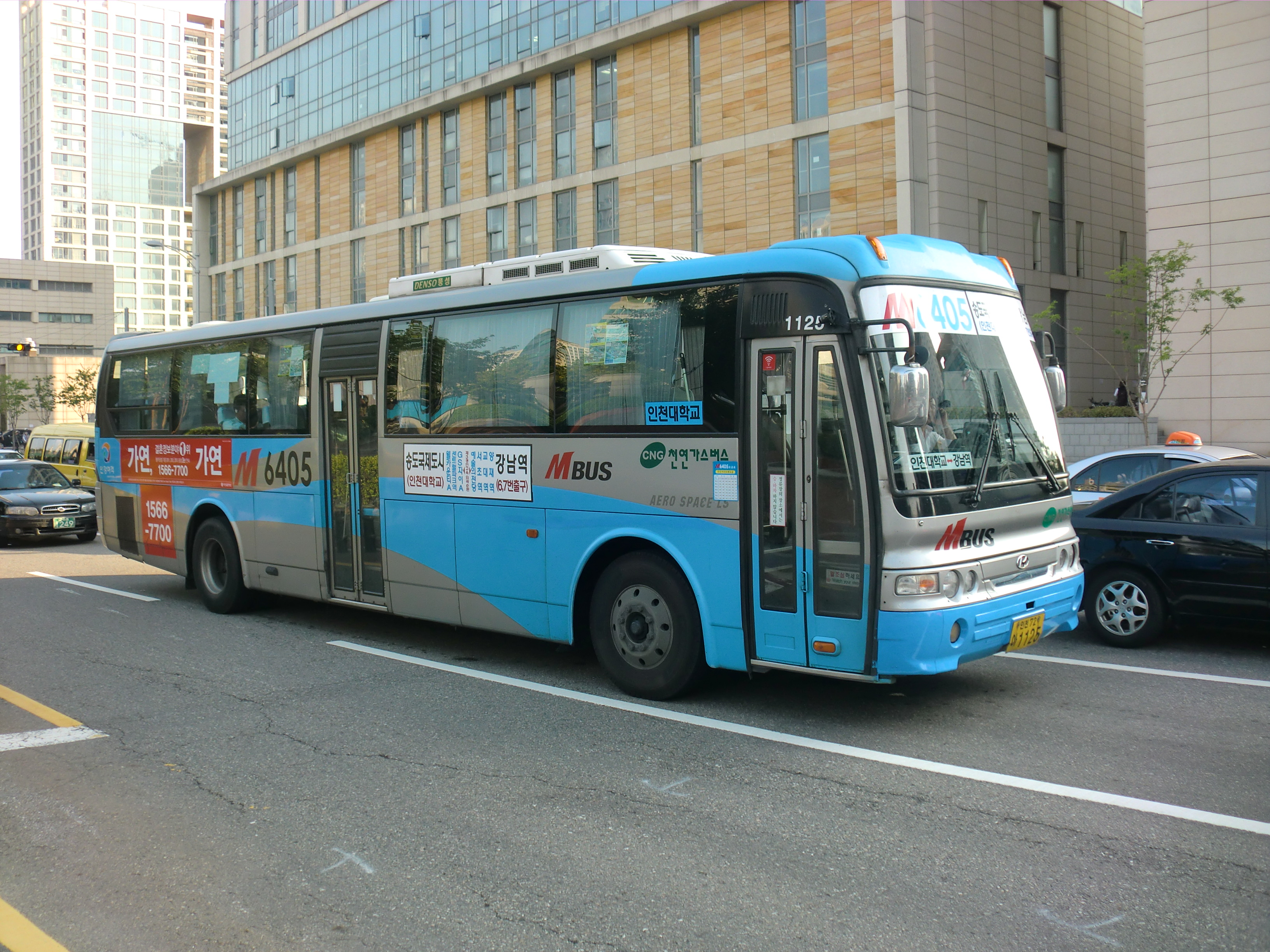
수도권 광역급행버스 M6405번

## 추가 문헌
- 인강여객 다음 공식카페
- 선진그룹 홈페이지